# Torilis japonica
Torilis japonica là một loài thực vật có hoa trong họ Hoa tán. Loài này được (Houtt.) DC. miêu tả khoa học đầu tiên năm 1830.

## Hình ảnh

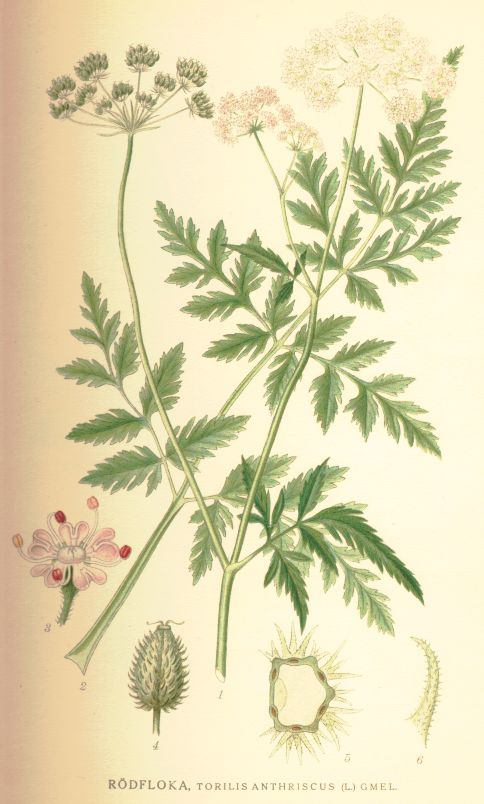
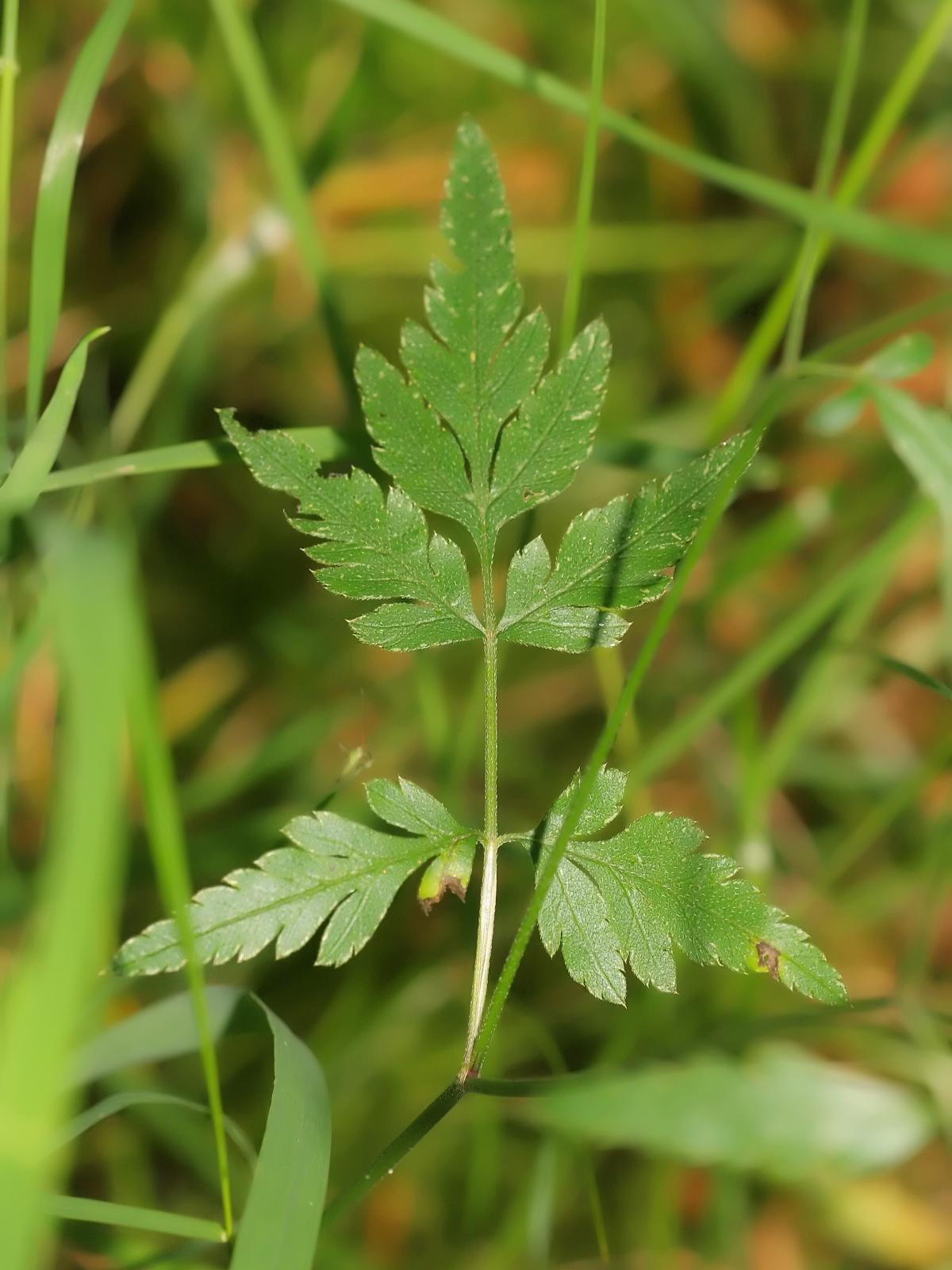
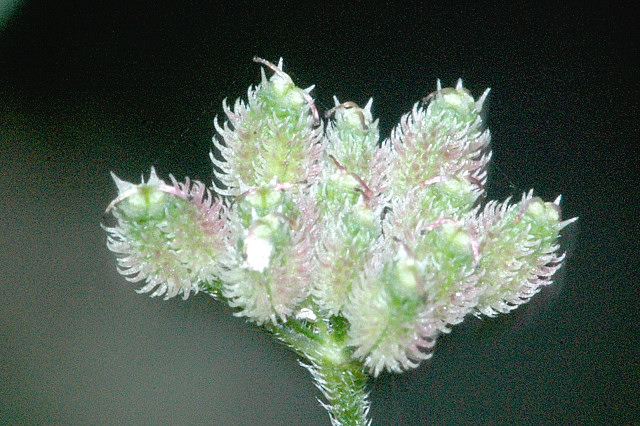
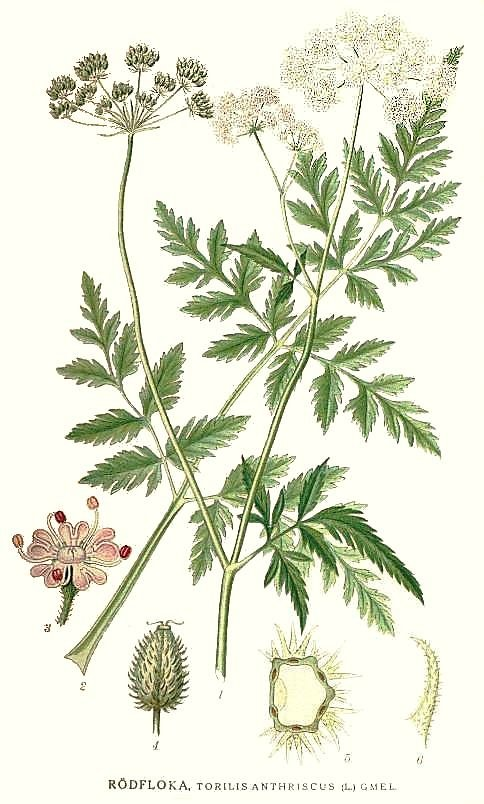